# Latrodectus renivulvatus
Latrodectus renivulvatus là một loài nhện trong họ Theridiidae.